# Juan José Cabral
Juan José Cabral, “Chelo”, (Paso de los Libres, 19 de octubre de 1946 - Corrientes, 15 de mayo de 1969) fue un estudiante reformista argentino, asesinado por la Policía de Corrientes el 15 de mayo de 1969 (22 años) durante una pueblada conocida con el nombre de Correntinazo, antecedente directo del Rosariazo y el primer Cordobazo.
Desde entonces, las organizaciones estudiantiles, políticas y sociales de diversas tendencias invocan su nombre como símbolo del activismo social.

## Su vida
Juan José Cabral nació en la ciudad correntina de Paso de los Libres, el 19 de octubre de 1946. Cursaba el cuarto año de la carrera de Medicina en la Facultad de Medicina de la Universidad Nacional del Nordeste (UNNE) hasta que lo asesinaron el 15 de mayo de 1969 en Corrientes.

## Las circunstancias de su muerte
El 28 de junio de 1966 se produjo el golpe de Estado mediante el cual las Fuerzas Armadas derrocan al gobierno democrático de Arturo Illia y designan al general Juan Carlos Onganía para encabezar como dictador. Un mes después, el 29 de julio sucede la Noche de los bastones largos, como se conoce a la intervención y ocupación de las universidades públicas autónomas por orden del régimen militar, en la que miles de estudiantes y profesores fueron reprimidos y detenidos y que tiene como secuela el exilio de una gran parte de la comunidad científica argentina.
En la UNNE el interventor dispuso la disolución de los centros de estudiantes. 
A comienzos de 1969 la Federación Universitaria del Nordeste (FUNE), perteneciente a la Federación Universitaria Argentina, con el apoyo de todas la agrupaciones estudiantiles, declaró la huelga universitaria para reclamar contra el cierre del comedor universitario, impidiendo el inicio de las clases.
En poco tiempo las protestas estudiantiles contaron con el apoyo de la Confederación General del Trabajo (CGT), los docentes, los estudiantes secundarios, el Movimiento de Sacerdotes para el Tercer Mundo.
El 15 de mayo de 1969 una marcha hacia la sede del rectorado convocada por la FUNE, organizada como Coordinadora Estudiantil de Lucha fue violentamente reprimida. Luego del mediodía, una parte de los manifestantes que se reagrupó en la Plaza Sargento Cabral fue interceptada por un automóvil de la Policía Correntina cuyos ocupantes abrieron fuego directamente contra ellos ocasionando la muerte de Juan José Cabral y heridas a otros participantes.
El “Correntinazo” fue inmediatamente seguido de los movimientos obrero-estudiantiles de Rosario y Córdoba, conocidos como Rosariazo y Cordobazo, que debilitaron al gobierno militar y forzaron el reemplazo de Juan Carlos Onganía.

## Implicaciones de la muerte de Juan José Cabral
El asesinato de Juan José Cabral fue uno de la larga serie de asesinatos que se produjeron tanto en el curso del régimen militar (1966-1973) como de los gobiernos constitucionales de Héctor José Cámpora, Raúl Alberto Lastiri, Juan Domingo Perón e Isabel Perón. Estas muertes anticipan la escalada de violencia que desembocará en el terrorismo de Estado.
Desde entonces algunos sectores del movimiento estudiantil argentino han reivindicado su nombre cómo símbolo del activismo universitario y de la unidad obrero-estudiantil.
El crimen sigue impune como denota el cuadro con su imagen, colocado en su homenaje en el aula que lleva su nombre en la Facultad de Derecho y Ciencias Sociales y Políticas (UNNE): «Crimen impune».

## Impacto en la cultura

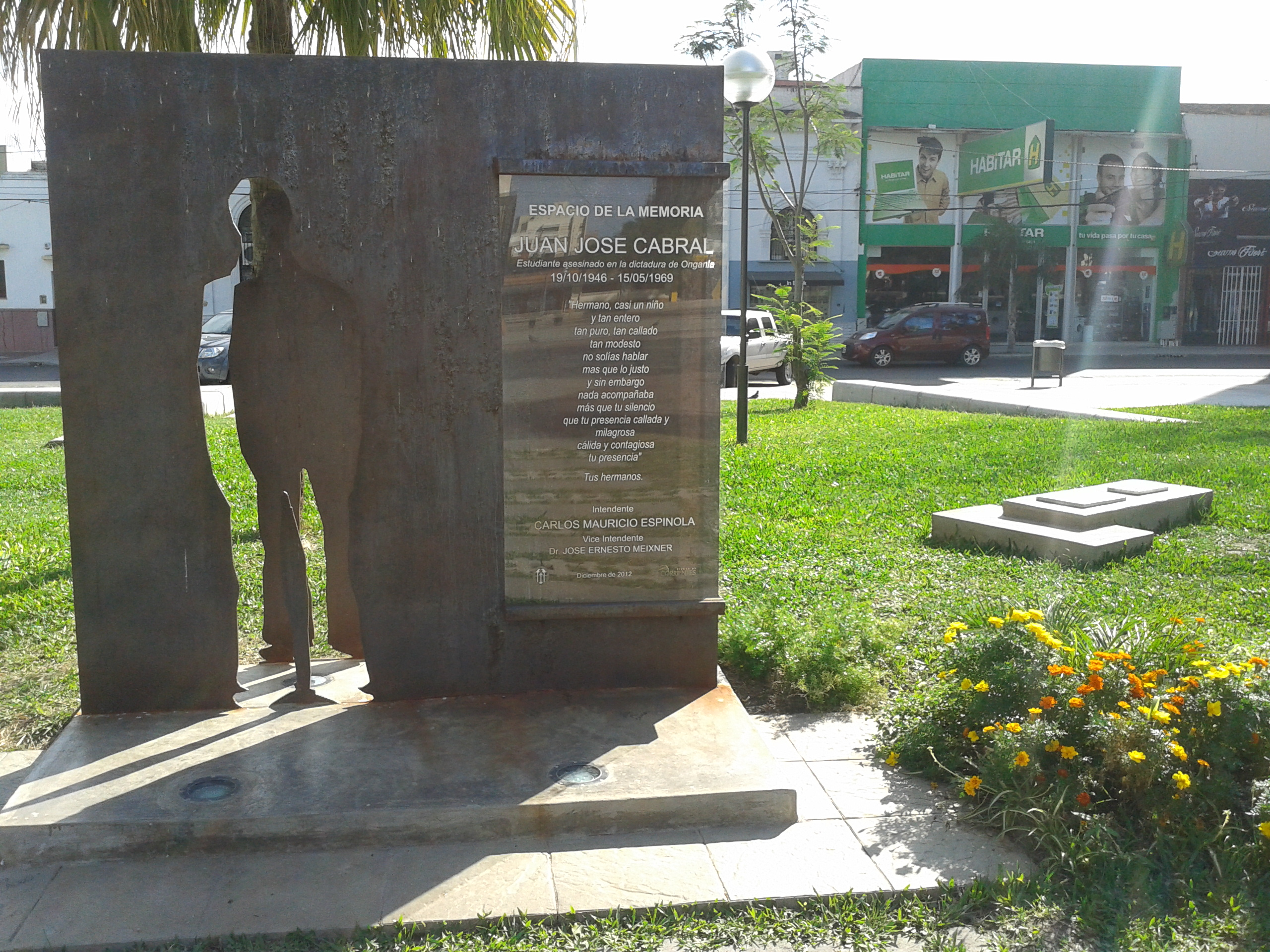
Homenaje a Juan José Cabral en la plaza Sargento Cabral de la ciudad de Corrientes, Argentina. Espacio de la Memoria en homenaje al Estudiante Juan José Cabral asesinado durante la dictadura militar de Onganía.

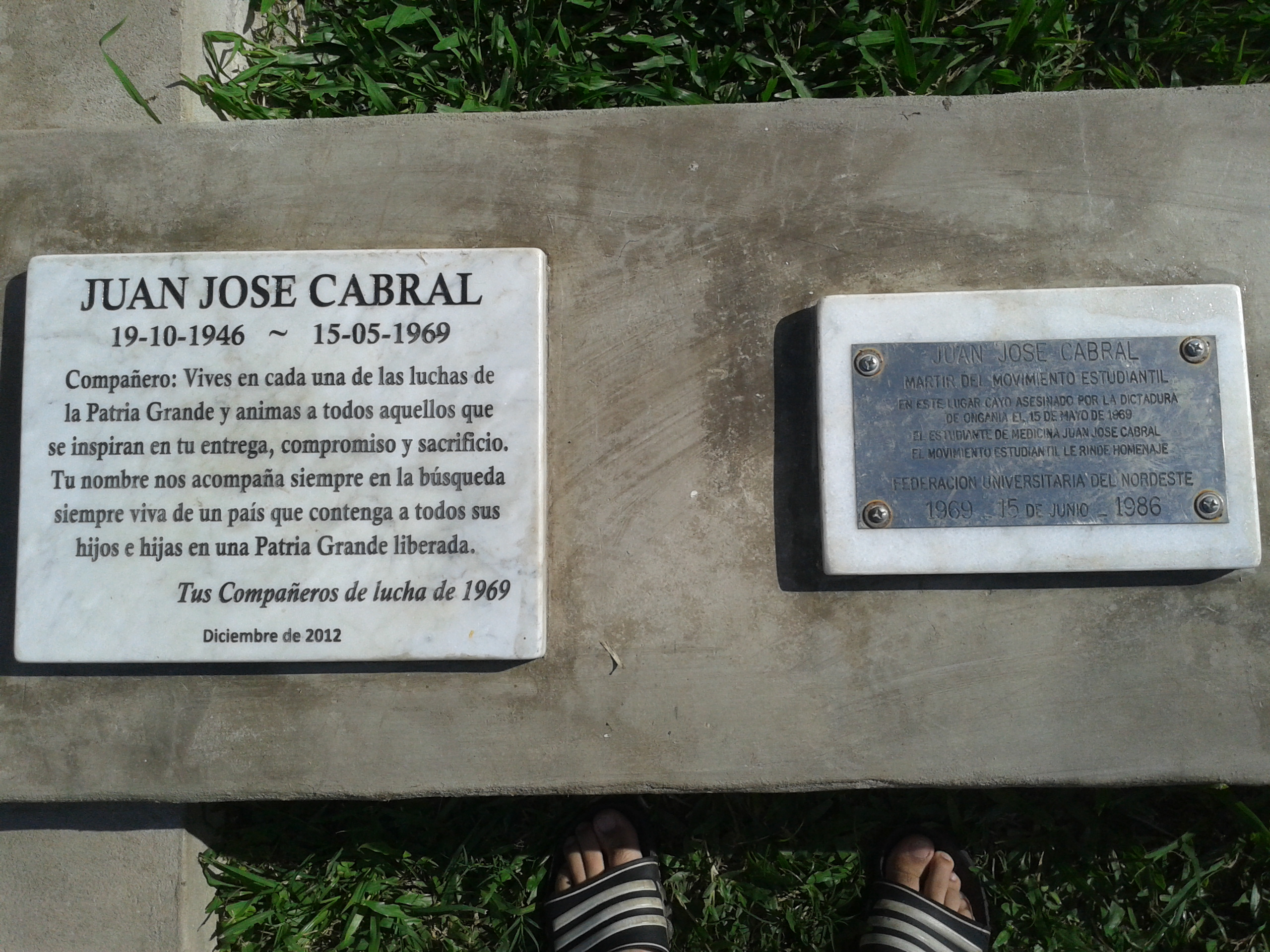
Plaza Sargento Cabral, ciudad de Corrientes, Argentina. Homenaje al Estudiante Juan José Cabral, asesinado en dicha plaza.

La poetisa Amalia Pérez ha escrito un poema dedicado a Juan José Cabral y que recuerda aquellas movilizaciones y su muerte, que se titula “Mayo caliente en Corrientes capital”. Un fragmento de dicho poema dice:
(...) que de plomo se dolieron sobre el piso más de mil jacarandás
y de chispazo una bala le separó el espinazo
al mayo país tan de pájaros
que de música muerto y pájaros no sonaron tan diferentes
que ningún cabral murió contento con su muerte
y éste
alcanzado de metralla en la cintura
entre matas de gladiolos ensombrados de lapachos 
en la plaza del bautista
arrastró con plomo su columna como pudo.